# Карта Мао Куня

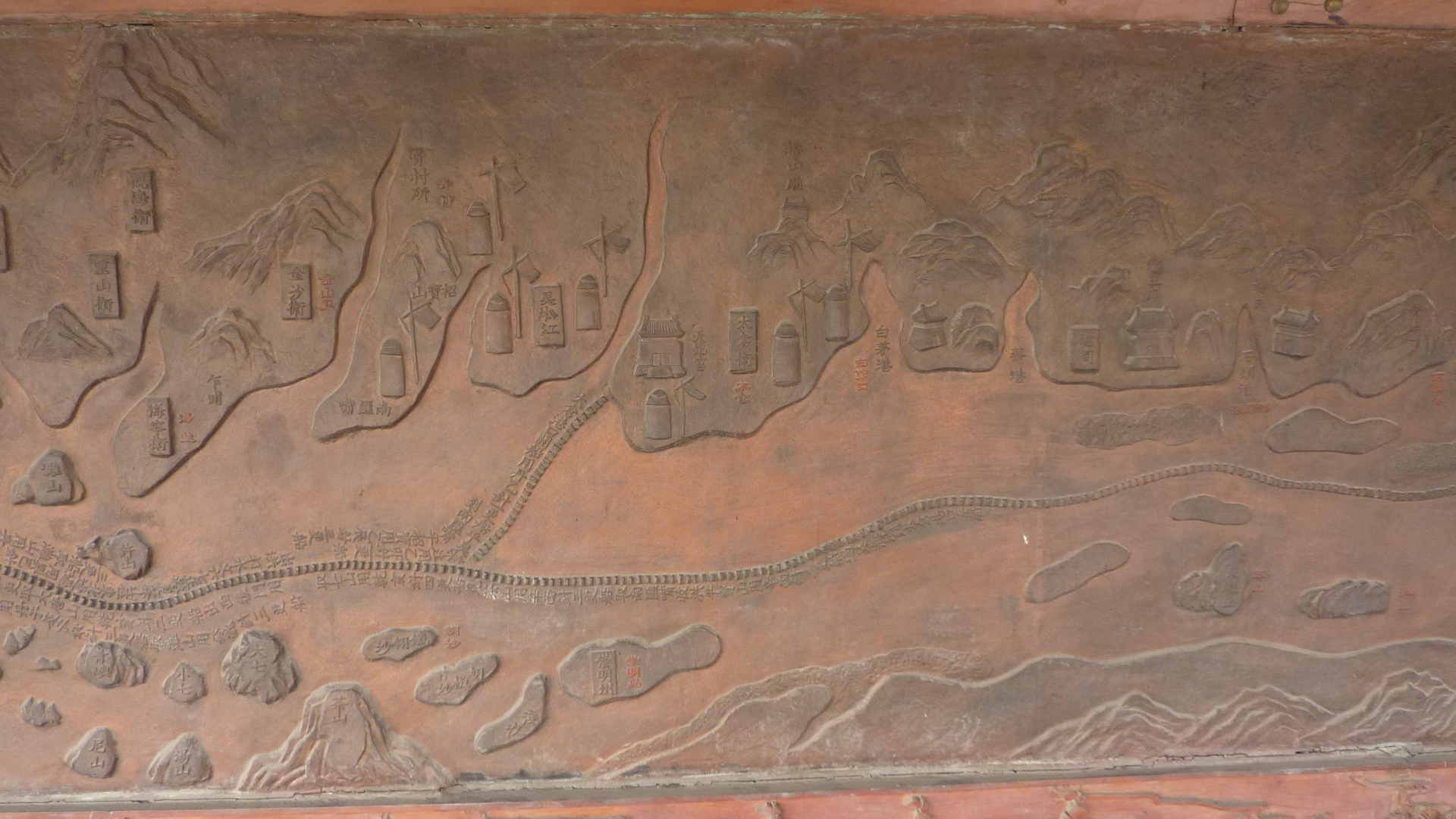
Відрізок карти Мао Куня (показує пониззя Янцзи біля Люцзягану), відтвореної в бронзі в Нанкинському Парку верфу кораблів-скарбниць

«Карта Мао Куня» (англ. the Mao Kun Map, кит.: 茅 坤 图) — прийнята серед західних істориків назва єдиної, що дійшла до наших днів китайської карти Мінської епохи, показує морські шляхи, що використовувалися в часи плавань Чжен Хе (1401—1433). У Китаї часто іменується просто «навігаційна карта Чжен Хе» (郑 和 航海 图).

## Походження і назва карти
Час створення карти Мао Куня точно невідомий. Вона дійшла до сучасних дослідників завдяки тому, що була включена до енциклопедії «Убей чжи» («Записки про зброю і [військове] спорядження»), складеної в 1620-их роках, тобто майже два століття після завершення плавань Чжен Хе. Спочатку карта являла собою сувій довжиною 560 см і шириною 20,5 см, але для вшивання в книгу вона була розділена на 40 аркушів. Вона міститься в останньому, 240-му сувої енциклопедії.
У деяких публікаціях цю навігаційну карту називали просто «карта з „Убей чжи“» (англ. the Wu pei chi map), але оскільки в «Убей чжи» є й інші карти, за цією картою закріпилася назва, що зв'язує її з ім'ям Мао Куня (茅 坤) (1512—1601), чий онук 茅 元 仪 (Мао Юаньі)(1594 — бл. 1641) склав енциклопедію «Убей чжи». Високоосвічена людина різнобічних інтересів і відомий бібліофіл, Мао Кунь у молодості займав ряд важливих цивільних і військових постів по всьому Китаю. Після вимушеного відходу у відставку і повернення на батьківщину в Чжецзян Мао Кунь консультував з військових питань свого друга Ху Цзунсяня (胡宗宪), зайнятого боротьбою з піратами Воко. Історики вважають, що саме Мао Кунь зрозумів цінність цієї карти і написав передмову до неї, також включену до «Убей чжи».
Історики згодні з тим що, як вказується в передмові до карти, вона безсумнівно ґрунтується на даних, зібраних під час плавань Чжен Хе (1401—1433). Її існування показує, що незважаючи на знищення більшості архівних документів, що відносяться до цих плавань, ще в XV ст., певна кількість документальної інформації про плавання ери Юнле продовжувала зберігатися серед мінських військових фахівців.
На думку дослідника плавань Чжен Хе Дж. В. Г. Міллса, карти такого типу могли виготовлятися в значній кількості, для постачання всіх судів флоту Чжен Хе. Міллс висловлював припущення, що карта, яка потрапила в «Убей чжи», має риси незавершеного чорнового примірника з різного роду помилками, який не був використаний за призначенням, і тому зміг зберегтися після припинення плавань і знищення більшості документації в офіційних архівах, яка стосувалася їх.

## Зміст карти
Карта показує маршрути плавань від Нанкіна вниз по Янцзи; уздовж китайських берегів і далі через Південнокитайське море в Південно-Східну Азію (Ява, Суматра); і від Суматри по Індійському океану до Перської затоки (Хормуз) і західного берега Африки. Поруч з маршрутами дається пов'язана з ними навігаційна інформація: курс, якого треба дотримуватися, в термінах китайського компаса з 24 румбами; очікуваний час шляху; положення зірок — тобто аналог визначення широти.
На зразок давньоримських шляхових карт, таких як знаменита Пейтингерова таблиця, карта Мао Куня не має точного масштабу, і не намагається показати точні обриси континентів і островів.
Пеллі (1933) вважав, що карта була складена в епоху плавань Чжен Хе на основі арабського прототипу. Міллс не заперечував арабського впливу, але вважав його ступінь обмеженішим.

## Посібник для навігації по зірках на карті Мао Куня

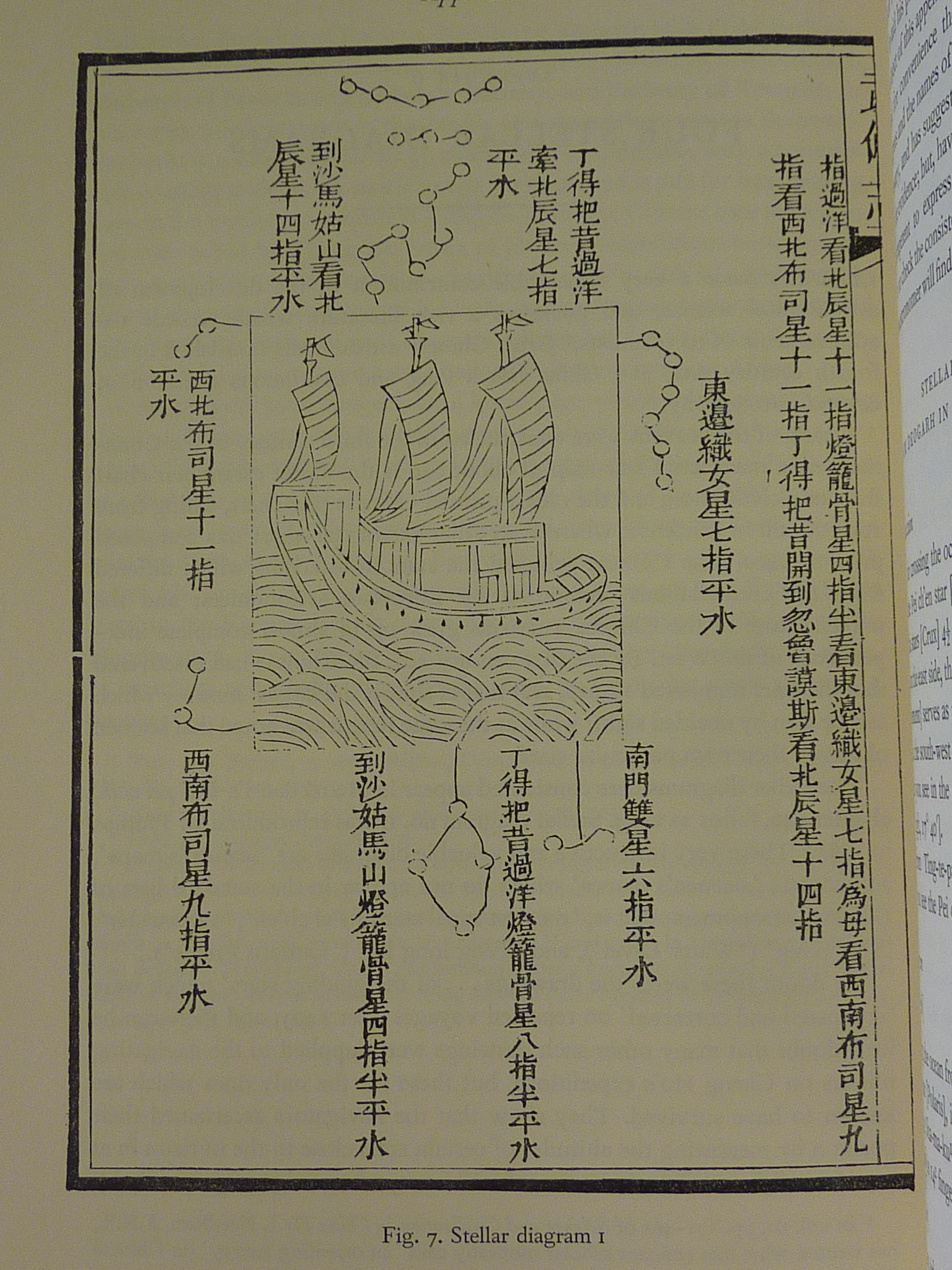
1. Плавання з Індії (Девгар, Devgarh, 丁 得 把 昔) до Хормузу[9].
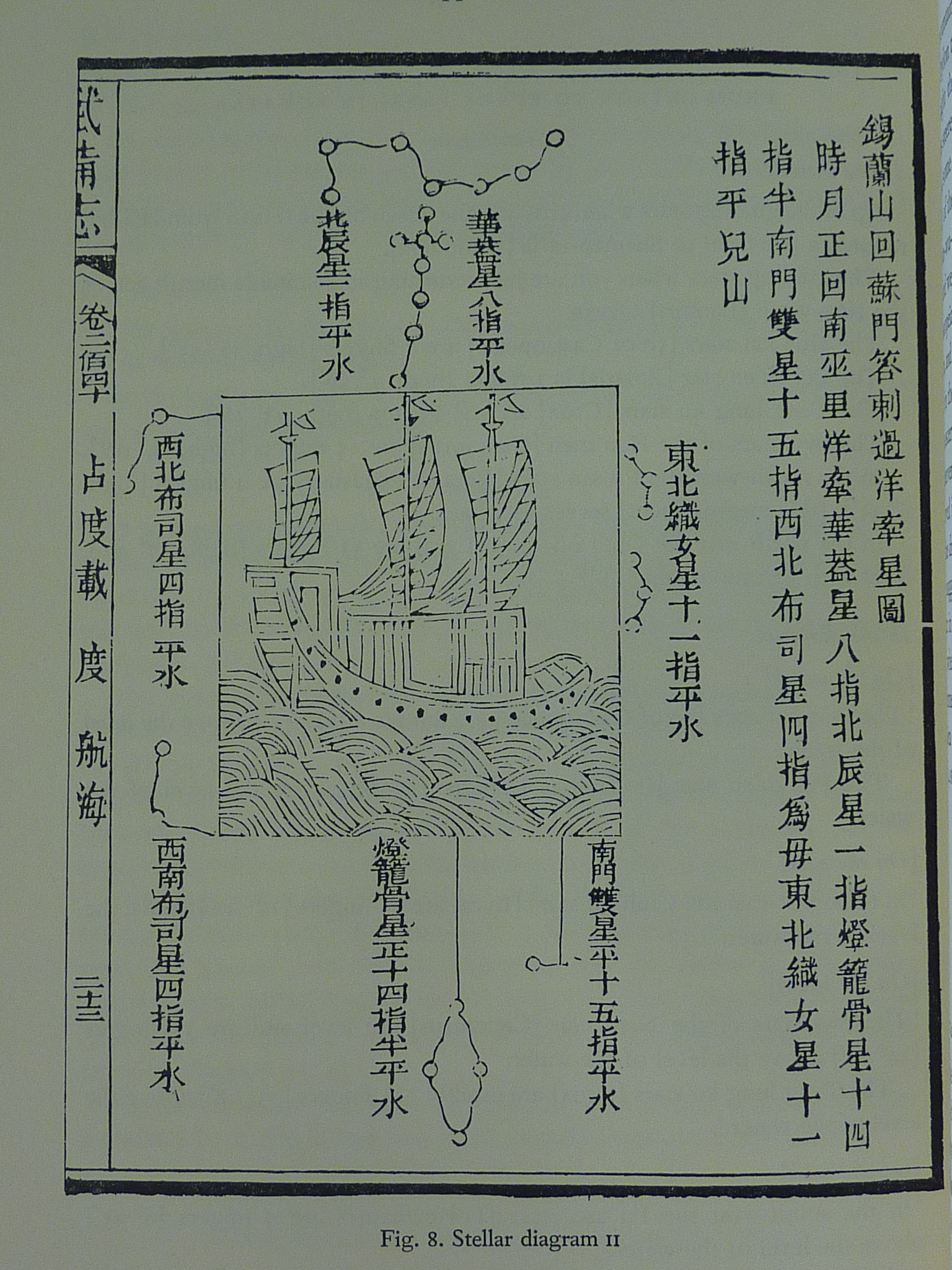
2. Повернення з Цейлону на Суматру[9].
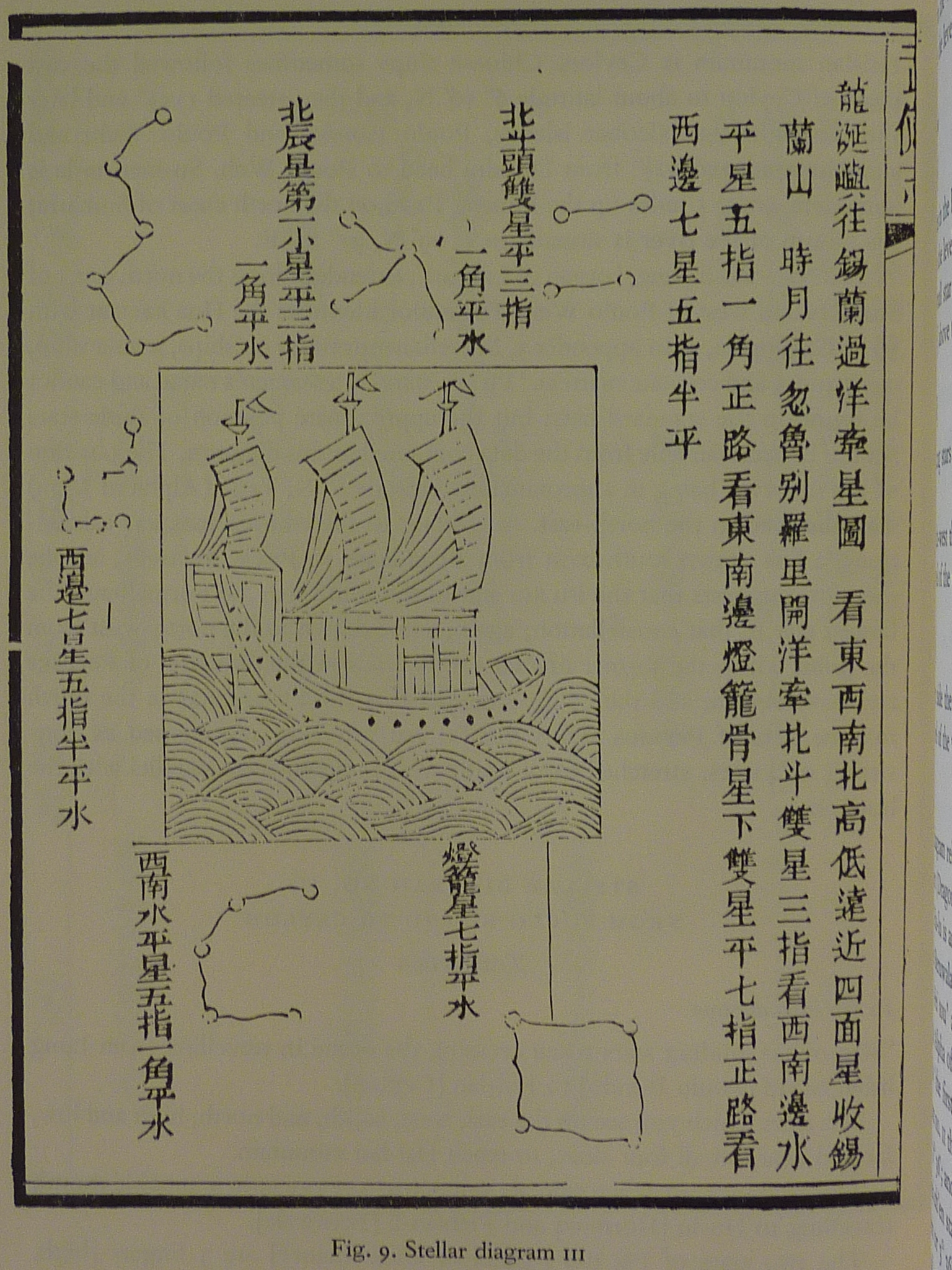
3. Плавання з північної Суматри (Poulo Rondo — 龙 涎 屿) на Цейлон[9].
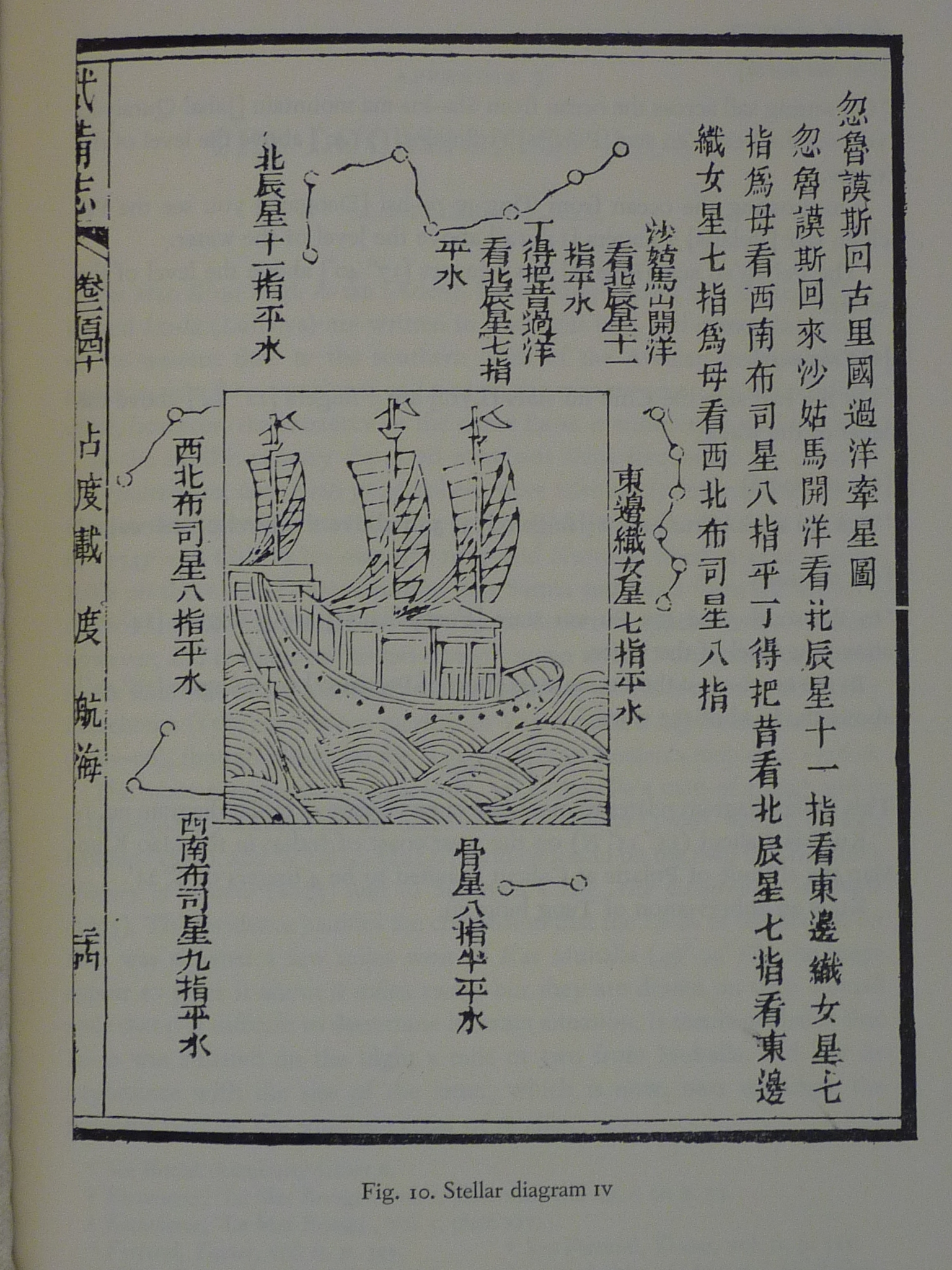
4. Повернення з Хормузу на Цейлон[9].

## Інтерпретація географічних назв

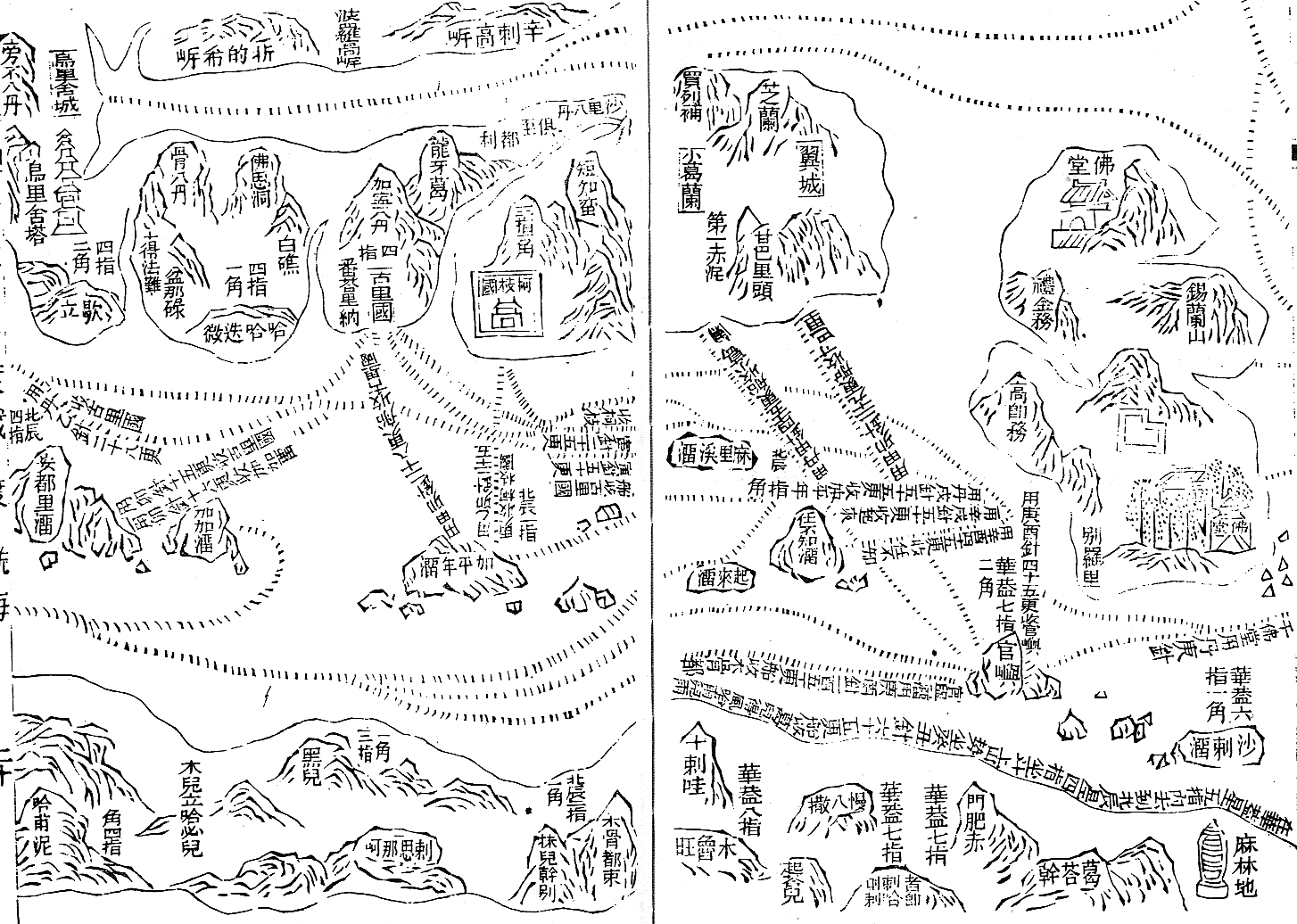
Фрагмент карти Мао Куня, що показує басейн Аравійського моря. Північ — ліворуч, схід — вгорі. У правому верхньому кутку — острів Цейлон (锡兰 山, Сіланьшань — острів / гора Сіланом); у правому нижньому кутку — порт Малінді (麻 林地, Маліньді). (Можливо, 麻 林地 насправді не Малінді, а значно ймовірніше — південний порт Кілва-Кісівані або навіть острів Мозамбік)

За підрахунками Міллса, на карті Мао Куня можна знайти 499 географічних назв, переважну більшість яких можна досить впевнено інтерпретувати, порівнюючи їх, наприклад, з топонімами з арабських і португальських джерел. Багато назв, присутніх на карті зустрічаються (іноді, в інших версіях написання) в мемуарах учасників плавань Чжен Хе (Ма Хуань, Фей Синь, Гун Чжен), що дійшли до нас, а деякі — і в офіційних історіях періоду («Мін Шилу», «Історія Мін»).
У деяких випадках, однак, повної визначеності не існує, і дослідниками карти висловлювалося кілька припущень про те, чому відповідає та чи інша назва. Так, природно думати, що в найдальшому від Китаю кутку карти знаходиться місто 麻 林地 (Маліньді) — це важливий порт Малінді (у сучасній Кенії), що можна порівняти і зі згадкою «країни Малина» у «Історії Мін». Однак Маліньді на карті Мао Куня знаходиться на південь від міста 慢 八 撒 «Маньбаса» (Момбаса), тоді як в реальності Момбаса південніше Малінді. Відповідно, існує версія, за якою 麻 林地 (Маліньді = «земля Малин») на мапі насправді не Малінді, а значно ймовірніше — південний порт Кілва-Кісівані (у сучасній Танзанії); за цією версією 麻 林 (Малин) є китайською назвою династії Махдалі, що правила в Кілва). Міллс також вважав, що «Маньбаса» — це Момбаса, а що знаходиться далі на південь 葛 荅 干 «Гедагань» — це острів Кітангонья (Quitangonha) (на півночі сучасного Мозамбіку); а оскільки «Маліньді» на карті знаходиться південніше цього «Гедагань», це — можливо острів Мозамбік, який також в XV ст. був важливим торговим центром.